# Gephyromantis striatus
Gephyromantis striatus är en groddjursart som först beskrevs av Vences, Glaw, Andreone, Jesu och Giovanni Schimmenti 2002.  Gephyromantis striatus ingår i släktet Gephyromantis och familjen Mantellidae. IUCN kategoriserar arten globalt som sårbar. Inga underarter finns listade i Catalogue of Life.